# ピロリン酸テトラエチル
ピロリン酸テトラエチル（ピロリンさんテトラエチル、英語: TetraEthyl PyroPhosphate, TEPP）は化学式がC8H20O7P2の有機化合物で野菜、果樹の害虫の殺虫剤として使用されていた有機リン化合物である。現在はその高い毒性により農薬の指定からはずされ、毒物及び劇物取締法において特定毒物に指定されている。
また、水によって加水分解し、熱することで有毒なPOxのガスを生じる。また、吸湿性を持つ。

## 用途
1950年8月3日に有機リン系農薬の第一号として登録を受けた。「テップ」や「ニッカリン」の商品名で稲のウンカ、果樹・花卉・野菜のアブラムシ、桑のキジラミやヒメハムシの駆除などに使われたが、1969年12月31日に失効した。

## 毒性症状
温血動物に対しても強い毒性を示し、経口摂取、筋肉内摂取より中枢神経系に影響してパラチオンに似た毒性を示す。急性毒性は経口投与の場合、LD50 7mg/kg（マウスにおける値）である。